# 와세다 유나이티드
와세다 유나이티드(일본어: 早稲田ユナイテッド)는 일본 도쿄도 니시토쿄시를 연고로 하는 일본의 축구단이다. 2019년까지 간토 축구리그에 소속되어 있었으며, 구단의 주 목표는 구단 홈페이지를 통해 프로 축구단으로의 전환이라고 밝혔다.